# La Marbrerie (Montreuil)
 (août 2020).
Si vous disposez d'ouvrages ou d'articles de référence ou si vous connaissez des sites web de qualité traitant du thème abordé ici, merci de compléter l'article en donnant les références utiles à sa vérifiabilité et en les liant à la section « Notes et références ».
La Marbrerie est une salle de spectacle et une cantine située à Montreuil, au 21 rue Alexis Lepère, près de Paris.

## Histoire
La Marbrerie est un ancien site industriel de 1 500 m2 de la ville de Montreuil.
Le site a accueilli des brasseurs et des cafetiers à la fin du XIXe siècle avant de se transformer en marbrerie. L’activité de la « Marbrerie Rouger » s’est consacrée à la restauration de cheminées de 1995 à 2006.
En 2010, La Marbrerie est réhabilitée par Catherine Bizouard, François Pin et Jérémy Verrier, trois associés qui avaient déjà collaboré ensemble à La Carrière de Normandoux.
La Marbrerie dans sa forme actuelle a ouvert ses portes au public en novembre 2016 et accueille une vingtaine de concerts par mois.
S'y sont produits des groupes et artistes tels que Metronomy, Tony Allen, Laylow, Christine & The Queens, Xzibit, Azahriah, Foreign Beggars, Irma, Omar Pène, ou Dick Annegarn,,,.